# Anson Phelps Stokes (Bankier)

Anson Phelps Stokes ca. 1900

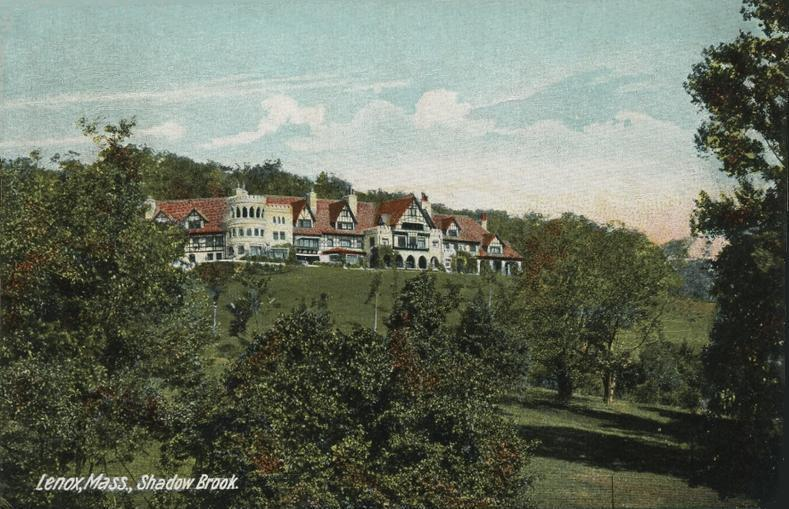
Shadow Brook 1908

Anson Phelps Stokes (* 22. Februar 1838 in New York City; † 28. Juni 1913 ebenda) war ein US-amerikanischer Unternehmer, Bankier, Publizist und Philanthrop.

## Leben
Phelps Stokes war der Enkel von Anson Green Phelps. Als Junge begann er, in der familieneigenen Firma Phelps, Dodge & Company mitzuwirken. 1861 wurde er Partner und Mitglied der von seinem Großvater und William E. Dodge gegründeten Firma Phelps, James & Company in Liverpool. In 1879 organisierte er die Bank Phelps, Stokes & Company. 1880 wurde Phelps zum Direktor der Nevada Central Railroad ernannt.
Aufgrund seiner Geschäfte in der Minenindustrie wurde Phelps zum Multimillionär.

## Shadow Brook Mansion
Ihm gehörte das zu der Zeit mit 100 Zimmern zweitgrößte, nach Biltmore Estate, private Anwesen Shadow Brook (erbaut 1893) in Lenox, Massachusetts, dass 1956 durch einen Brand komplett zerstört wurde. Andrew Carnegie erwarb das Haus 1917 und verstarb dort 1919.